# 博加德 (密蘇里州)
博加德（英語：Bogard）是位於美國密蘇里州卡羅爾縣的城市。

## 人口
根據2020年美國人口普查的數據，博加德的面積為1.41平方千米，皆為陸地。當地共有人口167人，而人口密度為每平方千米118人。